# Nassauvia gaudichaudii
The Coastal Nassauvia (Nassauvia gaudichaudii) là một loài thực vật có hoa thuộc họ Asteraceae. Loài này chỉ có ở quần đảo Falkland. Môi trường sống tự nhiên của chúng là vùng cây bụi ôn đới, vùng nhiều đá, và vùng bờ biển nhiều đá.